# Мълния-М
Вижте пояснителната страница за други значения на Мълния.
Мълния-М (на руски: Молния-М) е руска (преди това съветска) ракета носител в употреба. Означението ѝ по ГРАУ е 8К78М. Ракетата произлиза от ракетното семейство на Р-7. Първият ѝ полет се провежда през 1964 и до 1965 тя вече е заменила ракета Мълния. Направила е 296 полета. Има 21 провала, последният от които на 21 юни 2005.
Най-често е използвана за извеждане на спътниците Мълния и Око в орбита Мълния. Мълния-М е заменена от ракета Союз 2/Фрегат.
Има четири варианта на ракетата според продължителността на последната степен.